# Flame Towers
De Flame Towers (Azerbeidzjaans: Alov qüllələri) zijn wolkenkrabbers in de Azerbeidzjaanse hoofdstad Bakoe. De torens komen aan hun naam, die in het Nederlands vertaald kan worden als Vlammentorens, door hun speciale vorm die aan vlammen doet denken. Deze illusie wordt nog eens versterkt door de tienduizend ledlampjes van de producent Osram die op de torens zijn aangebracht die 's nacht flikkeren als een brandende vlam. De gebouwen worden gebruikt als hotel, kantoren en woningen.
Het complex bestaat uit drie torens, een zuidelijke, een oostelijke en een westelijke, die gebouwd zijn tussen 2007 en 2012. De grootste van de drie is Flame Tower 1 met een hoogte van 182 meter en was tot 2016 de grootste wolkenkrabber van het land, toen werd de toren ingehaald door de SOCAR Tower, die 27 meter hoger is. De andere twee torens, Flame Towers 2 en 3, zijn een stuk kleiner met een hoogte van respectievelijk 165 meter en 161 meter.

## Trivia
- De torens zijn vooral bekend door het Eurovisiesongfestival 2012, dat in Bakoe plaatsvond. De gebouwen kwamen toen uitgebreid in beeld in filmpjes tussen de nummers door.